# ملعب خورخي لويس هيرسشاي
ملعب خورخي لويس هيرسشاي (بالإنجليزية: Estadio Jorge Luis Hirschi)‏ هو ملعب كرة قدم يقع في لابلاتا، الأرجنتين، وهو ملعب فريق إستوديانتس لابلاتا. يتسع لـ 35,530 متفرج.

## التاريخ
افتتح الملعب في 25 ديسمبر 1907. تم تجديده في 2014-2015.